# تفجير العنود 2015
تفجير جامع الإمام الحسين في مدينة الدمام شرق السعودية هو تفجير انتحاري وقع في 29 مايو 2015، وذلك أثناء خطبة صلاة الجمعة، وقد تم إحباط المحاولة الإرهابية عند مواقف المسجد وهذا التفجير الثاني بعد تفجير القديح 2015 يتبناه تنظيم داعش ضد الشيعة في السعودية.

## تفاصيل الحادثة
أثناء أداء المصلين لصلاة الجمعة في جامع الإمام الحسين في حي العنود بمدينة الدمام قام أحد الأشخاص متنكرًا في زي نسائي (سمته داعش أبو جندل الجزراوي) بمحاولة الدخول إلى قسم النساء وعندما علم أنه مغلق قام بمحاولة الدخول إلى مصلى الرجال مما أثار حوله الريبة والشك فقام عدد من المصلين المتطوعين لحماية المسجد باستيقافه ومحاولة تفتيشه، وبعد اكتشاف أمره قام بتفجير نفسه خارج المسجد مما أسفر عن مقتله وأستشهاد اربع آخرين من المصلين وإصابة 4 أشخاص بإصابات غير مهددة للحياة، وقد أعلن تنظيم داعش مسؤوليته عن الهجوم.
وقد استشهد في الحادثة كل من:
1. عبد الجليل جمعة الأربش[4]
2. محمد حسن العيسى (البن عيسى)

هادي الهاشم أحد شهداء التفجير

3. محمد جمعه الأربش (أخ الشهيد الأول عبد الجليل)
4. هادي سلمان الهاشم[5]

## ما بعد الحادثة
أغلقت العديد من المساجد مصليات النساء مؤقَّتًا لحين اتخاذ خطة أمنية مناسبة، حيث أن تفجير الدمام كان يستهدف النساء، ومن المساجد التي أغلقت العديد من مساجد القطيف، بالإضافة لمساجد أخرى داخل وخارج السعودية منها مصلى النساء بمسجد المصطفى بتركيا، ومصلى النساء بمسجد الحمزة بن عبد المطلب بحي غرناطة، ومسجد الكاظم بحي الجمعية بسيهات، ومصلى النساء بمسجد الإمام الباقر بحي الكويت، ومصلى السيدة رقية بمسجد الإمام زين العابدين بحي الإمام الرضا بالمزروع ومسجد الزهراء بالنزهة الأحساء.

## مسيرة التشييع
حضر مئات الألف من المشيعين مدينة سيهات، إذ أدى الصلاة على الضحايا إمام جماعة جامع الإمام الحسين السيد علي ناصر السلمان الذي شدد على توحد المواطنين ضد الإرهاب، ووقوفهم بحزم ضد أي منهج تكفيري ينال من الوحدة الوطنية، ورفع المشيعيون شعارات "لا للطائفية"، وشعارات تدل على الوحدة الوطنية "إني أحبك يا وطني"، وشعارات تنبذ العنف والإرهاب الدموي، كما تم رفع آيات قرآنية تدل على أن من قتل نفساً بغير نفس، فكأنما قتل الناس جميعاً، وسارت الجنائز الأربعة بشكل سلس.

## ردود الفعل المحلية
أعلن علي ناصر السلمان حصول الشيعة بالدمام على أول مقبرة خاصة بهم تم تسميتها ”بمقبرة الشهداء”، يأتي ذلك عقب زيارة سعود بن نايف بن عبد العزيز آل سعود لعلي السلمان في مجلسه. وحددت أمانة المنطقة الشرقية موقعاً لإنشاء مقبرة ثانية لشيعة الدمام مخصصة من الأمانة.